# ТЭМ21
ТЭМ21 — российский четырехосный маневровый тепловоз, с передачей переменного тока и микропроцессорной системой управления, построенный  Брянским машиностроительным заводом (БМЗ) совместно с ВНИИ тепловозов и путевых машин (Коломна).
Выпущен в единственном экземпляре в 2001 году.

## Описание
Предназначен для выполнения вывозной, маневровой, специально-технологической и легкой магистральной работы на железнодорожных путях железных дорог, а также промышленных предприятий.
Использование электропередачи переменного тока с трёхфазным асинхронным тяговым приводом позволило повысить тяговые свойства тепловозов и уменьшить число сцепных осей (четырёхосный локомотив заявлен как аналогичный по тяге шестиосным ТЭМ2), не ухудшая тяговых характеристик, эффективно применять электрическое торможение до полной остановки локомотива, в перспективе снизить эксплуатационные затраты.

## Конструкция

### Экипажная часть и кузов

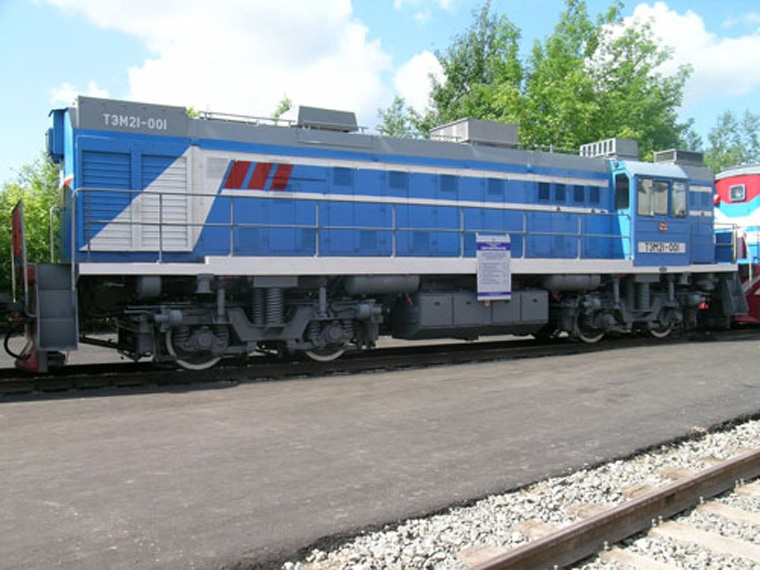
ТЭМ21-001, вид сбоку

Оборудование тепловоза смонтировано на главной раме, установленной на две двухосные бесчелюстные тележки. Рессорное подвешивание — индивидуальное двухступенчатое.
Тележка тепловоза состоит из сварной рамы, выполненной с изогнутыми боковинами. Такая форма боковин необходима для размещения пружин типа «флексикойл» второй ступени рессорного подвешивания. Пружины первой ступени подвешивания установлены на крыльях бесчелюстной одноповодковой буксы. Общий статический прогиб рессорного подвешивания — 150 мм.
Для гашения вертикальных колебаний кузова во второй ступени рессорного подвешивания установлены четыре гидравлических гасителя, а поперечных колебаний — два гасителя.
Сила тяги от букс колёсной пары на раму тележки передаётся поводком, а от рамы тележки на кузов — двумя наклонными податливыми тягами. Податливость тяг создают торсионы. На ось колёсной пары через моторно-осевые подшипники скольжения опирается асинхронный тяговый электродвигатель. Вращение вала электродвигателя на ось колёсной пары передаётся тяговым редуктором. На наружных вертикальных стенках боковин рамы тележки через специальные кронштейны с упорами установлены четыре тормозных цилиндра с автоматическим устройством для регулирования выхода штока.
Кузов тепловоза — капотного типа и состоит из следующих основных частей: холодильной камеры, кузова над дизель-генератором, кузова над статическими преобразователями, кабины машиниста с кузовом над вспомогательным оборудованием и кузова над аппаратной камерой.

### Силовое и вспомогательное оборудование
В дизельном помещении размещены дизель 2-6Д49 мощностью 1500 л.с. с неохлаждаемым коллектором и низким расходом топлива и синхронный тяговый генератор ГСТ 1050—1000 с тремя трёхфазными обмотками и единой магнитной системой. На тяговом генераторе установлен стартёр-генератор.
В машинном помещении также установлены компрессор ВУ 3,5/10-1450 с электроприводом, инерционные воздухоочистители дизеля типа УТВ, управляемый возбудитель питания обмотки возбуждения тягового генератора В-ТПЕ 250, водяной расширительный бак, датчики автоматики и диагностики, другое оборудование. Снизу к главной раме подвешен топливный бак с нишами для щелочных аккумуляторных батарей 75КН150Р.
В помещении преобразователей располагаются: два статических преобразователя, мотор-вентилятор охлаждения тяговых электродвигателей, два трёхступенчатых преобразователя для питания электродвигателя привода осевого вентилятора холодильника и электродвигателя центробежного вентилятора охлаждения тяговых электродвигателей, блоки тормозных тиристоров, регулятор напряжения и оборудование, обеспечивающее работу микропроцессорной системы локомотива.
Тяговый генератор с помощью полужёсткой муфты соединён с коленчатым валом дизеля. Тяговый генератор, как было сказано выше, выполнен с тремя трёхфазными обмотками; две обмотки являются тяговыми, а третья обмотка служит для питания вспомогательных нагрузок тепловоза. Каждая тяговая обмотка питает трёхфазным переменным током два тяговых электродвигателя одной тележки через свой статический преобразователь.
Вспомогательная обмотка тягового генератора питает электрической энергией вспомогательное оборудование тепловоза: асинхронный мотор-вентилятор холодильника, асинхронный электродвигатель привода центробежного вентилятора охлаждения тяговых электродвигателей; также эта обмотка питает (через управляемый выпрямитель) обмотку возбуждения генератора. Мотор-вентилятор холодильника и двигатель вентилятора охлаждения тяговых электродвигателей типа 4АЖ-225 получают электроэнергию через индивидуальные преобразователи частоты.
Стартёр-генератор служит для пуска дизеля и подзарядки аккумуляторной батареи. Дополнительно он питает током напряжением 110 В электрокомпрессор, кондиционер, цепи управления и освещения, бытовые приборы (холодильник и электроплитку). При пуске дизеля стартёр-генератор, цепи системы управления, двигатели топливоподкачивающего и маслопрокачивающего насосов подключаются к аккумуляторной батарее.
В передней части тепловоза расположены холодильная камера с секциями радиатора, осевым мотор-вентилятором типа АМВР, полнопоточный масляный фильтр и топливоподогреватель. Для поддержания нормального теплового режима дизеля на тепловозе предусмотрено автоматическое регулирование температур воды и масла.
Сзади кабины машиниста в специальном отсеке кузова располагаются электрический реостатный тормоз и аппаратная камера.
На выхлопе дизеля установлен искрогаситель. Бункерами для песка служат два отсека, находящиеся непосредственно в кузове (впереди холодильной камеры и сзади аппаратной). Тепловоз оборудован пневматическим автоматическим прямодействующим тормозом и ручным с приводом на одну ось задней тележки. Электрический тормоз применяется для остановочного торможения при маневровой работе, а также для подтормаживания состава на спуске без применения автотормозов.

### Дополнительное оборудование
Локомотив оснащён аппаратурой управления по системе двух единиц, комплексным устройством безопасности (КЛУБ), комплексом сбора параметров движения (КПД), двухдиапазонной радиостанцией Р228 типа «Транспорт РВ-1,1М», системой звуковых сигналов большой и малой громкости и устройством для отцепки локомотива от состава из кабины машиниста.
В кабине машиниста установлен пульт управления, на котором имеются дисплейный модуль с клавиатурой, контроллер машиниста, приборы управления и контроля тормозного оборудования. Предусмотрена возможность управления тепловозом одним машинистом, для чего в кабине имеется вспомогательный пульт управления.

### Электрическая передача тепловоза и микропроцессорная система управления
На тепловозе ТЭМ21 применена электрическая передача переменно-переменного тока. Асинхронные тяговые электродвигатели ДАТ-305 попарно подключены к статическим преобразователям, каждый из которых состоит из трёхфазной управляемой выпрямительной установки и автономного инвертора тока. Статические преобразователи частоты служат для регулирования частоты и амплитуды питающего напряжения асинхронных тяговых электродвигателей при их работе как в режиме тяги, так и в режиме электрического торможения. Реверсирование тяговых электродвигателей осуществляется изменением последовательности чередования фаз питающего тока.
Особенностью тяговой схемы тепловоза является полное отсутствие контактной коммутационной аппаратуры, поэтому передача более долговечна и не требует технического обслуживания в процессе эксплуатации локомотива.
Самовозбуждение тягового генератора осуществляется через управляемый выпрямитель В-ТПЕ.
Всё оборудование тепловоза управляется многофункциональной микропроцессорной системой, основой которой является устройство обработки информации (УОИ).
Бортовой микропроцессор управления, контроля и диагностики автоматически задаёт режимы работы локомотива по команде машиниста, а также оперативно ведёт диагностику состояния узлов и агрегатов тепловоза с выдачей информации на дисплей. Многофункциональный микропроцессор контролирует основные параметры силовой установки и вспомогательных систем тепловоза, выводит по требованию текущую информацию, а также автоматически аварийно-предельные значения контролируемых параметров на экран дисплея.
Бортовая микропроцессорная система управления также выполняет дополнительные функции:
1. Функция управления электрической передачей.
2. Функция автоматического регулирования мощности дизеля.
3. Функция управления дизелем.
4. Функция автоматического регулирования температуры воды и масла дизеля.
5. Функция автоматического регулирования давления воздуха в главных резервуарах.
6. Функция автоматического управления подогревом и кондиционированием воздуха.
7. Функция дистанционного контроля уровня воды в расширительном баке.
8. Функция сигнализации о пожаре.
9. Функция подачи песка.
10. Функция управления подачей звукового сигнала.
11. Функция автоматического прогрева дизеля.

Микропроцессорная система тепловоза обрабатывает информацию, поступающую с его борта по 80 дискретным каналам, 47 аналоговым каналам, 5 частотным каналам и 27 температурным каналам.

## Технические данные
- Осевая формула — 20−20
- Мощность дизеля — 1500 л.с.
- Максимальная скорость — 100 км/ч
- Максимальная сила тяги при трогании с места — 320 кН
- Габарит — 1-Т
- Запас топлива — 4 т
- Запас песка — 1 т

## Тепловоз-памятник
Единственный построенный локомотив серии (ТЭМ21-001) установлен в качестве памятника на территории БМЗ.